# Orthotrichum hookeri
Orthotrichum hookeri là một loài Rêu trong họ Orthotrichaceae. Loài này được Wilson ex Mitt. mô tả khoa học đầu tiên năm 1859.